# Glykobiologi
Glykobiologi er en biologisk/biokemisk disciplin, som beskæftiger sig med strukturen, biosyntesen, metabolismen og funktionen af kulhydrater (sukkerarter), enten alene eller som glykokonjugater, dvs. molekyler, der indeholder kulhydrat. Glykobiologiens hovedområde er makromolekyler, hvor kulhydrat udgør en del af strukturen og er bestemmende eller medbestemmende for funktionen.
Hvor genernes molekyle DNA har 4 nukleotider og proteiner har 20-22 aminosyrer med begrænsede muligheder for binding, har sacchariderne myriader af kombinationsmuligheder, der medfører en stor mangfoldighed af mulige kemiske strukturer.
Glykobiologi omfatter også studiet af dannelsen og nedbrydningen af molekyler, der indeholder kulhydrat, bl.a. enzymer, der indgår i disse processer, samt andre molekyler, der binder sig til molekyler, der indeholder kulhydrat, som f.eks. lektiner som MBP. Glykobiologien omfatter både de normale funktioner og sygdomsmekanismerne, når det går galt på det molekylære niveau.

## Byggestenene
Byggestenene til oligosakkarider, polysakkarider, glykokonjugater og andre makromolekyler er monosakkariderne:
- glukose
- fruktose
- fucose
- galaktose
- mannose
- xylose
- n-acetylgalactosamin
- n-acetylglucosamin
- sialinsyre, n-acetylneuraminsyre
- sucrose
- maltose
- laktose

## Polysakkarider
- amylopektin
- cellulose
- glykogen
- lignin
- stivelse

## Glykokonjugater
- Glykolipider som blodtypemolekyler og bakteriernes lipopolysaccharid, LPS eller endotoxin
- Alkaloider som solanin
- Glykoproteiner
  - blodproteinerne, som f.eks. immunglobulinerne
  - membranproteiner, som f.eks. receptorer, celleadhæsionsmolekyler som NCAM, coronavirusproteinet spike og dets virusfæstner ACE2[3]
- Glykosider som steviolglykosiderne